# Harlan Tarbell

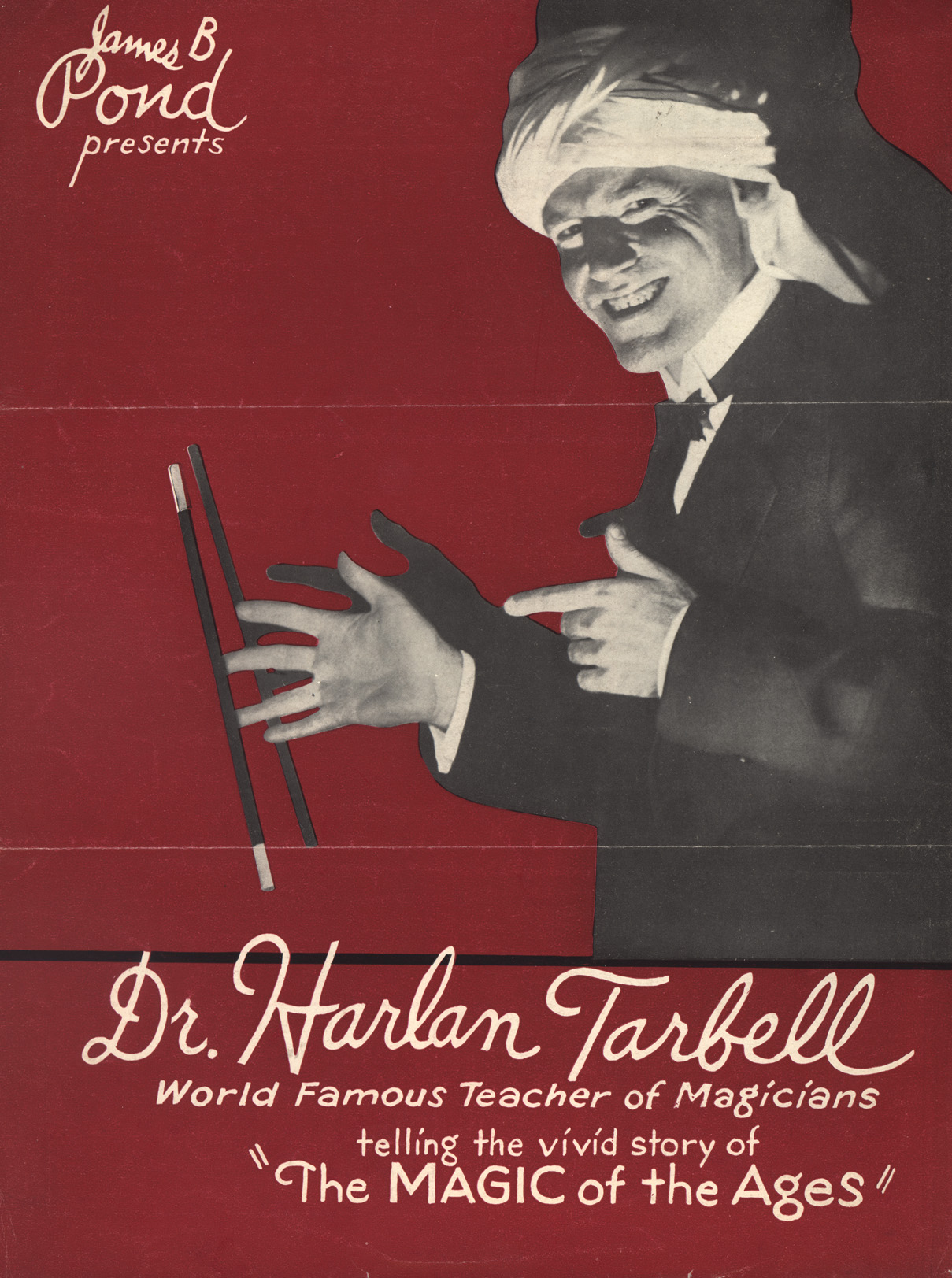
Harlan Eugene Tarbell (1890–1960)

Harlan Eugene Tarbell (* 23. Februar 1890 in Delavan (Town), USA; † 16. Juni 1960 in Elmhurst (Illinois), USA) war ein US-amerikanischer Illustrator, Fachbuchautor und Zauberkünstler.

## Leben
Tarbell wurde als erstes von drei Kindern der Eheleute Charles und Annie (geb. Orendorff) geboren. Seine Kindheit verbrachte er in Groveland. Der Vater handelte mit Vieh und verkaufte u. a. Pferde an den Circus Hagenbeck-Wallace.
Mit 11 Jahren belegte Tarbell einen Fernlerngang im Freihandzeichnen und bereits mit 12 Jahren zeichnete er Karikaturen für eine Zeitung in Morton (USA). In Morton sah Tarbell auch den ersten Zauberkünstler, der ihn für die Zauberei begeisterte. Es war der Zauberkünstler Dante.
1911 zog Tarbell nach Chicago, um sich hauptberuflich als Illustrator ausbilden zu lassen. Er lernte per Zufall das Zauberunternehmen Read & Covert kennen, das ihn sofort engagierte, um die Illustrationen für den Illustrated Catalogue of Superior Magical Apparatus anzufertigen.
Parallel dazu besuchte Tarbell das Art Institute of Chicago. Nachdem er einige medizinische Illustrationen angefertigt hatte, schrieb er sich im  National College of Naprapathic Medicine ein. 1922 legte er seine Arbeit Naturgegebene chemische Eigenschaften des Menschen vor und erlangte damit den Titel eines Ph.D.
Bis 1941 arbeitete er für das Unternehmen. In Chicago betrieb Tarbell die Firma „Tarbell Systems Incorporated“.
1920 heiratete er Martha Beck. Aus der Ehe gingen zwei Kinder hervor.
1926 zogen die Tarbells nach Elmhurst.

## Bedeutung
Tarbell hat sich besonders durch seinen sechsbändigen Zauberlehrgang Tarbell Course in Magic einen Namen gemacht. Er ist das bisher umfangreichste Lehrbuch auf dem Gebiet der Zauberkunst. Er erschien bereits in losen Folgen im Jahre 1926, ehe er in den 1940er Jahren in Buchform herauskam. Seitdem wird der Lehrgang immer wieder neu aufgelegt. Darüber hinaus hat Tarbell rund 200 Kunststücke erfunden.

## Veröffentlichungen
- Tarbell’s Chalk Talk Book, 1920
- Here’s Power, 1923
- How to Chalk Talk, 1924
- Der Original Tarbell Course in Magic, 1926
- Chalk Talk Stunts, 1926
- Chalk Talks for Sunday Schools, 1928
- Crazy Stunts for Comedy Occasions, 1929
- Tarbell Post-Graduate Service in Magic, 1930
- Mississippi Minstrel First-Part, 1930
- Ten Magical After-Dinner Stunts, 1930

## Nachweise
1. ↑  Harlan Tarbell, Creator of Magic and Magicians von Eugene Gloye, 1993
2. ↑  Who's Who in Magic, Sphinx, November, 1932
3. ↑  Titelstory in der US-amerikanischen Fachzeitschrift Genii, Heft 7, Juli 1960
4. ↑  Persönlichkeiten in der Zauberkunst, Heft 2, 2011, Magic Center Harri
5. ↑  Gloye, Eugene: Harlan Tarbell, Creator of Magic and Magicians, 1993

| Personendaten    | Personendaten                                                   |
| ---------------- | --------------------------------------------------------------- |
| NAME             | Tarbell, Harlan                                                 |
| ALTERNATIVNAMEN  | Tarbell, Harlan Eugene (vollständiger Name)                     |
| KURZBESCHREIBUNG | US-amerikanischer Illustrator, Fachbuchautor und Zauberkünstler |
| GEBURTSDATUM     | 23. Februar 1890                                                |
| GEBURTSORT       | Delavan (Town), USA                                             |
| STERBEDATUM      | 16. Juni 1960                                                   |
| STERBEORT        | Elmhurst (Illinois), USA                                        |